# Amomum wandokthong
Amomum wandokthong là một loài thực vật có hoa trong họ Gừng. Loài này được Chayan Picheansoonthon và Piyapong Yupparach mô tả khoa học đầu tiên năm 2010 dưới danh pháp Elettariopsis wandokthong. Phân tích phát sinh chủng loại phân tử chi Amomum nghĩa rộng năm 2018 của de Boer et al. cho thấy nó thuộc về chi Amomum nghĩa hẹp, vì thế nó được các tác giả Jana Leong-Škorničková và Kristýna Hlavatá chuyển sang chi Amomum.

## Phân bố
Loài này chỉ có thể được tìm thấy ở vị trí điển hình (ở cao độ 62-240 m trong Vườn quốc gia Pang Sida, huyện Mueang Prachinburi, tỉnh Prachinburi). Tuy nhiên, nó được trồng rộng rãi ở Thái Lan. Loài này mọc dưới bóng râm trong rừng lá sớm rụng khô, ở cao độ 62-240 m (200-790 ft). Tên gọi thông thường trong tiếng Thái là Wan Dokthong (วานดอกทอง), Wan Maha Saneh (วานมหาเสนห), và tên tiếng Trung là 彎斗松擬荳蔻 (Loan Đấu Tông nghĩ đậu khấu, nghĩa đen là phỏng/tựa đậu khấu Wan Dokthong).

## Mô tả
Cây thân thảo sống lâu năm, thanh mảnh, 28,6-33,8 cm; thân rễ bò lan, thanh mảnh, mang các thân giả ở các khoảng cách. Lá không phiến 1-2. Lá thông thường 2-4; lưỡi bẹ dài 1-2 mm, đỉnh 2 thùy, có lông tơ; cuống lá dài 9,1-18,3 cm, nhẵn nhụi, có rãnh; phiến lá hình mác-thuôn dài hoặc elip, 21,6-29,7 × 3,9-5,3 cm, đỉnh nhọn đến hình đuôi ngắn, gốc thon nhỏ dần, mép nguyên đến hơi gợn sóng, cả hai mặt nhẵn nhụi, mặt dưới màu xanh lục. Cụm hoa sinh ra từ gốc của các thân giả, với các hoa trong một đầu hoa rậm mọc thẳng, cuống dài 0,6-1,2 cm. Lá bắc 6-8, hình trứng-hình mũi mác, màu ánh hồng nhạt, 1,7-2,6 × 0,7-1,5 cm. Lá bắc con hình mũi mác, 1,3-1,85 cm × 2,5-3,5 mm. Đài hoa hình ống, dài 2,9-4,45 cm, thường dài hơn ống tràng khoảng 0,9-1,4 cm, màu ánh hồng đến ánh đỏ, có lông tơ, đỉnh hai thùy. Ống tràng thanh mảnh, dài 1,5-3,55 cm, màu trắng với đỉnh ánh vàng; thuỳ 3, ánh vàng; thùy lưng thuôn dài, 1,5-1,8 cm × 5-6 mm, có nắp; các thùy bên thuôn dài, 1,25-1,6 cm × 2-4 mm, hơi có nắp. Không có nhị lép ở bên. Cánh giữa môi dưới gần tròn, 1,2-2,1 × 1,2-1,8 cm, màu trắng với gốc ánh đỏ và dải màu vàng ở giữa, có lông về phía họng; gốc có vuốt, 5-8 mm; phần xa 3 thùy, thùy giữa khía tai bèo, đôi khi hơi có khía răng cưa. Chỉ nhị ngắn, dài 2-5 × 2-3 mm, màu ánh hồng. Bao phấn 4-5 × 2-3 mm; phần phụ liên kết, 3-5 × 2-3 mm, đỉnh tù, với các thùy giống răng nhỏ (dài khoảng 1 mm) ở gốc mỗi bên. Bầu nhụy 2-5 × 2-4 mm, có lông tơ; nhụy lép 2, thanh mảnh, 5-6 × khoảng 1 mm, không bao quanh vòi nhụy. Không thấy quả. Ra hoa tháng 1-4.
Loài này cùng với E. elan, E. slahmong và E. triloba thuộc nhóm có cụm hoa hình đầu mọc thành chùm. Trong số 3 đơn vị phân loại này, về mặt hình thái, E. wandokthong gần nhất với E. triloba, đặc biệt là mào bao phấn. Các phần phụ liên kết của cả hai loài đều giống nhau ở chỗ có các thùy giống răng nhỏ (dài khoảng 1 mm) ở gốc mỗi bên. Tuy nhiên, loài này có thể được phân biệt với E. triloba bởi 2-4 lá hình mũi mác đến thuôn dài hoặc hình elip với bề mặt nhẵn nhụi, lưỡi bẹ có lông tơ với đỉnh hai thùy và bầu nhụy có lông. Ngoài ra, ống đài của loài này có lông và dài hơn hẳn ống tràng.

## Dân tộc thực vật học
Loài này được cho là có sức mạnh ma thuật, và do đó nó được sử dụng như một lá bùa may mắn. Các tên gọi tiếng Thái ngụ ý về sức quyến rũ ma thuật. Các cây được trồng trong chậu và đặt trước cửa hàng vì người ta tin rằng chúng sẽ giúp thu hút khách hàng, đặc biệt là vào thời điểm cây ra hoa (thường là từ đầu tháng 1 đến đầu tháng 5). Thân rễ của loài này cũng được sử dụng như một trong các nguyên liệu làm “dầu quyến rũ thảo dược kỳ diệu” hoặc “son môi quyến rũ kỳ diệu”, tin rằng sau khi thoa lên cơ thể (dầu) hoặc môi (son môi), nó sẽ giúp thu hút những người khác giới, đặc biệt là phụ nữ.